# Durit
Durit (Malus domestica 'Durit') je ovocný strom, kultivar druhu jabloň domácí z čeledi růžovitých. Plody jsou řazeny mezi odrůdy zimních jablek, sklízí se v září, dozrává v listopadu, skladovatelné jsou do února. Odrůda je považována za rezistentní vůči některým chorobám, odrůdu lze pěstovat bez chemické ochrany.

## Historie

### Původ
Byla vyšlechtěna v ČR. Odrůda vznikla zkřížením odrůd  'Dukát'  ×  'Prima' . Odrůdu zaregistroval Ing. Petr Hajduček – Uniplant, Skrbeň, v roce 2003.

## Vlastnosti

### Růst
Růst odrůdy je střední až bujný. Koruna během vegetace silně zahušťuje. Řez je nezbytný, zejména letní řez. Plodonosný obrost je ve shlucích plodů, je třeba probírky plůdků.

## Plodnost
Plodí záhy, průměrně a pravidelně.

## Plod
Plod je kuželovitý, střední. Slupka hladká, žlutozelené zbarvení je překryté červenou barvou s žíháním. Dužnina je nažloutlá se sladce navinulou chutí, velmi dobrá.

## Choroby a škůdci
Odrůda je rezistentní proti strupovitosti jabloní a vysoce odolná k padlí. Podle jiných zdrojů je středně odolná k padlí.

## Použití
Je vhodná ke skladování a přímému konzumu. Odrůdu lze použít do všech středních a teplých poloh. Přestože je růst odrůdy bujný, je doporučováno pěstování odrůdy na slabě rostoucích podnožích ve tvarech jako zákrsky, čtvrtkmeny a vřetena.